# Ryszard Karger
Ryszard Karger, ps. „Krupp” (ur. 1 marca 1928 w Warszawie, zm. 2 grudnia 2017 w Szczecinie) – polski ekonomista, wieloletni dyrektor naczelny Polskiej Żeglugi Morskiej w Szczecinie, Honorowy Obywatel Szczecina.

## Życiorys
Jako żołnierz Armii Krajowej ps. „Krupp” uczestniczył w powstaniu warszawskim, walcząc na warszawskim Powiślu w szeregach Grupy Bojowej „Krybar” (1. kompania III Zgrupowania Konrad). Po upadku powstania dostał się do niewoli niemieckiej (nr jeniecki 141323) i został wywieziony do Niemiec.
Po powrocie do Polski udał się na Wybrzeże. W 1950 ukończył Wyższą Szkołę Handlu Morskiego w Sopocie. Następnie pracował w firmach „Baltica” i „Polfracht” oraz przez dwa lata przebywał w Londynie jako pracownik Polskiej Misji Morskiej. W 1957 przeniósł się do Szczecina, gdzie podjął pracę w Polskiej Żegludze Morskiej jako kierownik w dziale eksploatacji floty. Po kilku latach pracy, w 1964 został po raz pierwszy mianowany dyrektorem naczelnym przedsiębiorstwa, którą to funkcję pełnił do 1969. W tym okresie, dzięki jego staraniom doszło do intensywnej rozbudowy floty PŻM oraz utworzenia stałego połączenia morskiego pomiędzy Świnoujściem a południową Skandynawią. W 1969 w wyniku decyzji politycznej został odwołany i skierowany do pracy do biura firmy agencyjnej PSAL w Antwerpii. Na stanowisko dyrektora naczelnego PŻM powrócił w 1976 i piastował je do 1985. Kierując przedsiębiorstwem, w 1977 podpisał „kontrakt stulecia” ze stoczniami brytyjskimi na budowę 22 statków dla Brytyjsko-Polskiej Spółki Żeglugowej.
Podejmował liczne inicjatywy dla miasta, zakupując na jego potrzeby m.in. pierwsze maszyny do kładzenia asfaltu oraz do malowania znaków drogowych. W latach 1985–1989 był prezesem zarządu spółki Żegluga Polska S.A. Następnie w okresie 1989-1990 kierował Wolnym Obszarem Celnym Szczecin-Świnoujście, a w latach 1990–1997 był dyrektorem w spółce GAC Norpol Shipping. W latach 1997–2006 pełnił funkcję konsula honorowego Zjednoczonego Królestwa Wielkiej Brytanii i Irlandii Północnej.
Ryszard Karger był mocno związany z żeglarstwem. Zasiadał we władzach Polskiego Związku Żeglarskiego oraz Okręgowego Związku Żeglarskiego w Szczecinie. Był również prezesem Centralnego Ośrodka Żeglarstwa PZŻ „Trzebież” oraz MKS Pogoń Szczecin.
W latach 50. XX wieku był radnym Miejskiej Rady Narodowej w Szczecinie. Od 1955 był współpracownikiem wywiadu wojskowego PRL o pseudonimie „Dukat”.

## Odznaczenia i upamiętnienie
- Srebrny Krzyż Zasługi (1955)
- Medal za Zasługi dla Miasta Szczecina (2011)
- Honorowa Odznaka „Zasłużony dla Żeglarstwa Szczecińskiego”
- Medal 65-lecia „Żeglarstwa Polskiego na Pomorzu Zachodnim”
- Medal 70-lecia „Żeglarstwa Polskiego na Pomorzu Zachodnim”
- Medal za Szczególne Zasługi dla Żeglarstwa Polskiego
- Tytuł Członka Honorowego PZŻ (2001)
- Tytuł Honorowego Obywatela Szczecina[3] (2011)
- Był laureatem takich nagród jak „Nieprzeciętny 89”, „Laur Bałtyku” oraz „Nestor Przedsiębiorczości”.

Od jego nazwiska pochodzi nazwa ocieplanej kurtki ortalionowej – „kargerówka”', jaką nosili pracownicy morza.